# David O. Sacks

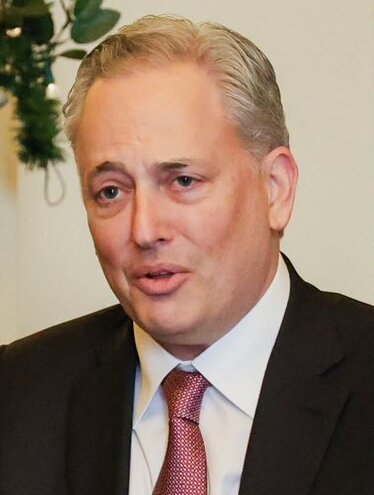
David O. Sacks (2024)

David Oliver Sacks (* 25. Mai 1972 in Kapstadt, Südafrika) ist ein südafrikanisch-US-amerikanischer Unternehmer, Filmproduzent, Podcaster und Investor. Er hat mehrere Technologieunternehmen gegründet. Er war zuvor Chief Operating Officer (COO) bei PayPal und wird seitdem von den Medien als Mitglied der PayPal-Mafia bezeichnet, einer Reihe von PayPal-Mitarbeitern, die Unternehmen gründeten oder finanzierten. Im Jahr 2017 wurde Sacks Mitbegründer von Craft Ventures, einem Wagniskapitalfond für Start-up-Unternehmen in der Frühphase. Er ist auch als bedeutender Parteispender in der US-amerikanischen Politik in Erscheinung getreten.

## Laufbahn
Sacks wurde als Sohn einer jüdischen Familie in Kapstadt, Südafrika, geboren. Als er fünf Jahre alt war, wanderte seine Familie mit ihm nach Tennessee in die Vereinigten Staaten aus. Sacks besuchte die Memphis University School in Memphis. Er erwarb 1994 einen Bachelor of Arts in Wirtschaftswissenschaften an der Stanford University und 1998 einen Juris Doctor an der University of Chicago Law School.

1999 verließ Sacks seinen Job als Unternehmensberater bei McKinsey & Company, um sich dem E-Commerce-Startup Confinity von Max Levchin, Peter Thiel und Luke Nosek anzuschließen. Später im selben Jahr war Sacks der erste Produktleiter von Confinitys Meilensteinprodukt und Unternehmensnachfolger PayPal. Nach seiner Beförderung zum COO von Paypal war er entscheidend am Wachstum und Aufbau des Unternehmens beteiligt. Der Börsengang von PayPal fand im Februar 2002 statt. Im Oktober 2002 erwarb eBay schließlich PayPal für 1,5 Mrd. US-Dollar.

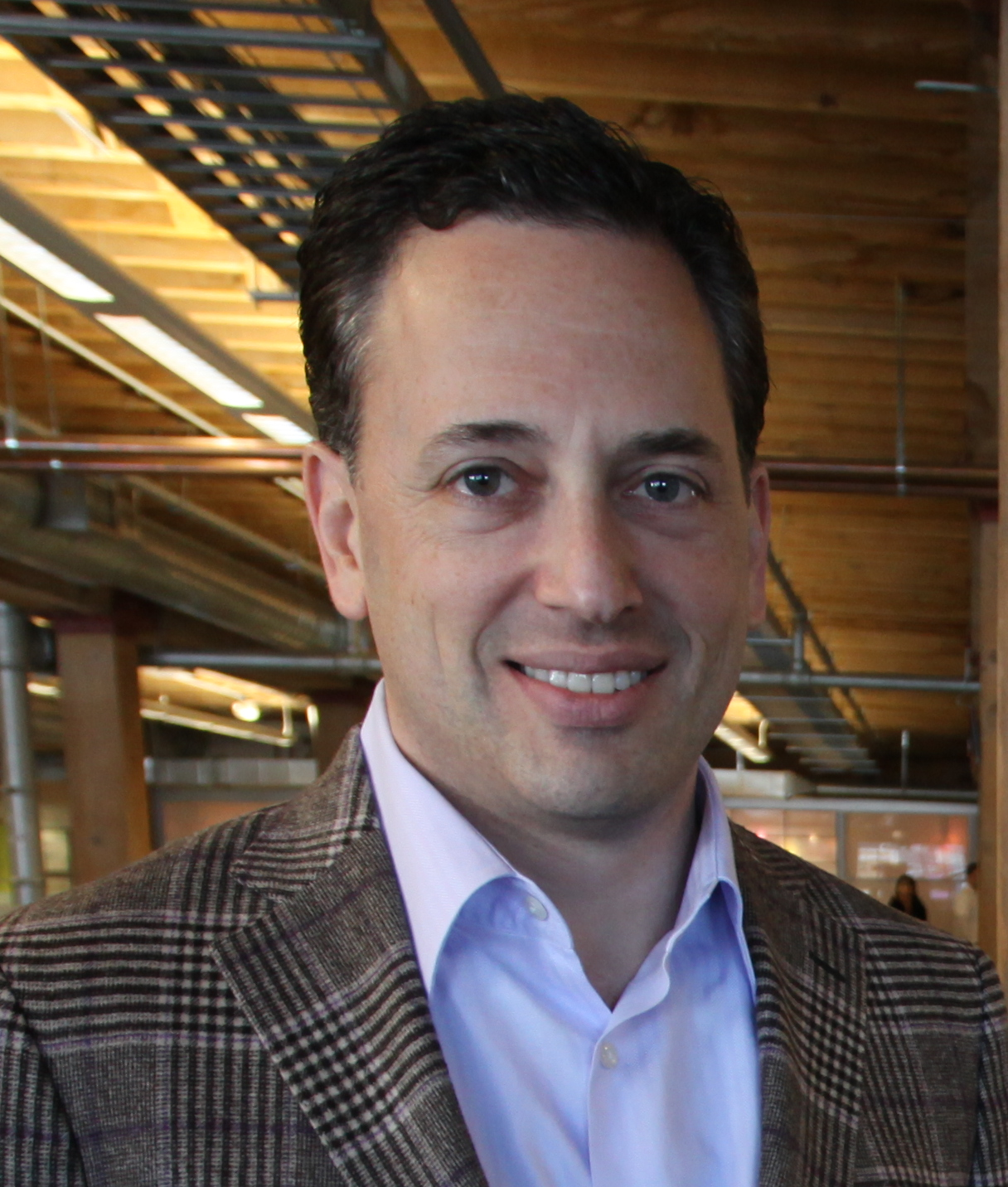
David O. Sacks (2011)

Im Jahr 2006 gründete Sacks Geni.com, eine Genealogie-Website. 2008 gliederten Sacks und Mitbegründer Adam Pisoni das interne Kommunikationstool in ein eigenständiges Unternehmen namens Yammer aus. Geni wurde 2012 von MyHeritage übernommen. Das selbständige Softwareunternehmen Yammer wurde im selben Jahr für 1,2 Milliarden US-Dollar von Microsoft übernommen.
Im Dezember 2014 tätigte Sacks eine größere Investition in Zenefits, einem Softwareunternehmen und wurde deren COO. Im Januar 2016 bat ihn der Vorstand von Zenefits, inmitten einer „regulatorischen Krise“ bezüglich der Einhaltung der Lizenzbestimmungen des Unternehmens als Interims-CEO einzuspringen. Nach knapp 10 Monaten im Amt wurde Sacks von Jay Fulcher als CEO abgelöst.
Ende 2017 war Sacks Mitbegründer des Risikokapitalgebers Craft Ventures und sammelte Investorengelder für einen ersten Fonds in Höhe von 350 Millionen US-Dollar ein. Zu seinen Investitionen von Craft zählen Unternehmen wie Facebook, Uber, SpaceX, Palantir Technologies und Airbnb. Craft sammelte 2021 weitere 1,1 Mrd. Dollar ein, was das verwaltete Gesamtvermögen auf zwei Milliarden Dollar erhöhte, wie das Unternehmen bekannt gab.
Im März 2020, während der COVID-19-Pandemie startete Sacks gemeinsam mit Chamath Palihapitiya, Jason Calacanis, und David Friedberg den Podcast All-In. Der Podcast behandelt aktuelle Ereignisse, Markttrends, politische Themen und Einblicke in die Technologiebranche. Im Jahr 2021 gründeten Sacks und sein ehemaliger Kollege von Craft, Evan Owen, das Unternehmen Glue, das Software zur Unterstützung von Arbeitnehmern anbietet. Bei ihrem Produkt handelt es sich um ein KI-Tool, das von bestimmten Chats auf Plattformen wie Google Meet und Zoom aus aufgerufen werden kann, so dass Mitarbeiter während der Gespräche KI-Hilfe erhalten können. Es wurde im Mai 2024 der Öffentlichkeit vorgestellt.

## Politische Aktivitäten
David Sacks vertritt konservative und libertäre politische Ansichten und ist ein enger Verbündeter von Peter Thiel und Elon Musk, welche ebenfalls der sogenannten PayPal-Mafia zugeordnet werden. Schon 1995 verfasste er gemeinsam mit Thiel das Buch The Diversity Myth: Multiculturalism and the Politics of Intolerance at Stanford, in dem er affirmative Action und Politische Korrektheit an US-Universitäten kritisierte. Im darauffolgenden Jahr sprach er sich gemeinsam mit Thiel im Stanford Magazine gegen affirmative Action in den Vereinigten Staaten aus, da sie laut Meinung der Autoren den „Benachteiligten“ geschadet und nicht geholfen habe und zu einer verstärkten Segregation an der Stanford University im Namen der „Vielfalt“ geführt habe.
Nach Angaben der Federal Election Commission spendete Sacks 2012 50.000 Dollar für die Präsidentschaftskampagne des republikanischen Kandidaten Mitt Romney. Im Jahr 2016 spendete er fast 70.000 Dollar für die Präsidentschaftskampagne von Hillary Clinton an die Demokraten. Er unterstützte gemeinsam mit Keith Rabois auch den Wahlkampf von J. D. Vance und Blake Masters für den US-Senat. Nach dem russischen Überfall auf die Ukraine 2022 kritisierte Sacks mehrfach die Unterstützung von US-Präsident Joe Biden für die Ukraine.
Für die US-Präsidentschaftswahlen 2024 unterstützte er 2023 zuerst Ron DeSantis, der auch von Elon Musk unterstützt wurde. Später spendete er auch an Robert F. Kennedy Jr. Im Juni 2024 veranstaltete er in seinem Haus eine Wahlkampfspendenaktion für Donald Trump, die rund 12 Millionen Dollar einbrachte.
Im Dezember 2024 machte President-elect Trump Sacks zu seinem Regierungsbeauftragten für Künstliche Intelligenz (KI) und Kryptowährungen.

## Filmproduzent
Nach der Übernahme durch PayPal produzierte und finanzierte Sacks die Politsatire Thank You for Smoking, die 2005 auf dem Toronto International Film Festival Premiere hatte, 2006 von Twentieth Century Fox für die Kinoveröffentlichung erworben wurde und für zwei Golden Globes nominiert war, darunter als „Bester Film“.
Sacks entwickelte und produzierte 2023 das Biopic Dalíland über den Künstler Salvador Dalí. Dalíland feierte 2022 ebenfalls auf dem Toronto International Film Festival Premiere und wurde von Magnolia Pictures für einen Kinostart im Jahr 2023 erworben.

## Privatleben
Am 7. Juli 2007 heiratete Sacks Jacqueline Tortorice. Das Paar hat zwei Töchter und einen Sohn.